# Монофония
Монофония (греч. μονος — «один» и φωνή — «звук»), или монозвук — термин, относящийся к записи и воспроизведению звука и означающий одноканальную запись звука. Монофония предполагает либо один динамик, либо несколько динамиков, подсоединённых к общему источнику сигнала.
Ранее, до внедрения стереосистем, монофония использовалась в звукозаписи, теле- и радиовещании. Была единственным способом передачи и воспроизведения звука, т. н.  моновещание, монограмзапись, где все голоса и инструменты звучали вместе, без разделения на два отдельных канала с разбросом источников звука в т. н. панорамном звучании.
С середины 1960-х годов началось интенсивное внедрение стереосистем, а с середины 1970-х годов — квадросистем. С начала 1990-х началось интенсивное внедрение Surround-систем звуковой записи и воспроизведения, применяемой в основном в киноиндустрии, реже для записей музыкальных альбомов.